# 臧式毅
臧 式毅（ぞう しきき）は、中華民国の軍人・政治家。北京政府奉天派の軍人で、後に満洲国の要人となった。字は奉久。

## 事跡

### 奉天派での台頭
1909年（宣統元年）、日本へ官費留学し東京振武学校を経て、陸軍士官学校騎兵科第9期で学習した。1911年（宣統3年）、臧式毅は一時帰国して、南京の革命派の蜂起に参加した。しかし、革命派の内部対立に失望して、再度日本に渡り学習に復帰した。1914年（民国3年）に帰国し、保定陸軍軍官学校で教官をつとめた。まもなく、参謀本部上校科長の沈鴻烈の下で参謀となる。
1918年（民国7年）、奉天軍（奉軍）の孫烈臣が湖南省攻撃のために入関してくると、臧式毅は沈鴻烈の下を離れて孫烈臣の配下となる。1920年（民国9年）、孫烈臣が黒竜江督軍となると、臧式毅は督軍公署中校参謀に任命された。1921年（民国10年）、孫烈臣が吉林督軍に転任すると、臧式毅は上校参謀兼衛隊団長に昇進した。
民国12年（1923年）、督軍公署参謀長となり、病身の孫烈臣に代わって多くの事務を担当した。翌年に孫烈臣が病没すると、臧式毅は6月に東北陸軍整理処参謀長に就任する。第1次奉直戦争に敗北した奉軍の再建、精鋭化に従事した。この時の臧式毅の仕事振りは、奉天派指導者の張作霖・張学良父子から高く評価されている。

### 張学良の腹心
1925年（民国14年）9月、臧式毅は江蘇督弁に任命された楊宇霆に随って、南京に入り、省署参謀長に任命された。しかし、同年10月に勃発した奉浙戦争で、楊宇霆は孫伝芳に敗れて北方へ退却する。この際に臧式毅は逃げ遅れて孫伝芳軍に捕縛されてしまった。
約半年後に釈放されて奉天に戻ると、奉天派は郭松齢の兵変による損害を回復しようとする段階にあった。臧式毅は遼寧省財政庁長に任命され、財政改革を推進した。1926年（民国15年）12月1日に、張作霖が安国軍総司令に推戴されると、臧式毅は公署参議として、奉軍留守司令を委ねられている。
1928年（民国17年）6月4日、張作霖爆殺事件が起きると、臧式毅は張学良に密かに連絡して瀋陽へ呼び戻した。さらに、様々な雑務を取り仕切って、奉天派中枢の動揺を抑えている。易幟後の1929年（民国18年）1月に、張学良が楊宇霆・常蔭槐を粛清する。張学良は後事を臧式毅に託し、奉天兵工廠督弁に任命した。1930年（民国19年）、臧式毅は遼寧省政府主席に任命された。同年に張学良が中原大戦参戦のために出撃すると、臧式毅が後方留守総司令を務めた。

### 満洲国建国において
1931年（民国20年）の満洲事変では、臧式毅は関東軍との間で和平交渉を進めようとしたが、失敗し、関東軍に拘禁されてしまう。しかし、日本の後ろ盾により袁金鎧・闞朝璽らが組織した奉天地方自治維持会（遼寧省地方自治維持委員会）は、統治のための力量も声望も乏しかった。そのため日本は臧式毅を釈放し、12月15日に奉天省長に任命して、遼寧の統治を行わせた。この際に臧式毅は、以後積極的に東三省政権を組織すること、東三省内に日本軍を駐在させて国防を委任し、その軍事費を負担することなどを板垣征四郎から要求された。臧式毅は、身の危険を感じて文書に署名せざるを得なかった、とされる。
1932年（民国21年）1月16日、臧式毅は、煕洽・張景恵・馬占山との四者会談に参加した。17日に臧式毅は東北行政委員会委員となっている。18日、同委員会は電文を発し、東北地方の国民政府からの離脱を宣言した。しかしこの前後において、溥儀よりも、臧式毅を新国家の首班に擁立すべき、との声も張景恵らからは強かった。現地において、辛亥革命以来の中国人の努力を無にしてしまい、また、東三省自治指導運動の意義を抹殺してしまう、との反発があったためである。これを背景にして、2月に建国最高会議が開かれた際には、臧式毅は張景恵らと共に立憲共和制の採用を唱え、帝制採用を唱える張燕卿（煕洽の代理人）・謝介石らと対立した。この対立は、関東軍の調停により、溥儀をいったん執政に擁立するという案で妥協が図られている。

### 満洲国の要人として
1932年（大同元年）3月9日、満洲国が正式に成立し、翌10日、臧式毅は民政部総長（後に大臣）兼奉天省長に任命された。1934年（康徳元年）3月、溥儀の皇帝即位の際に、臧式毅は勲一位に叙された。
同年10月、四省制から十省制への省制度改革がなされた際に、奉天省長の兼任を解かれている。翌1935年（康徳2年）3月、国務総理大臣鄭孝胥が辞意を表明した際に、臧式毅は溥儀から後任に推されたが、同年5月21日、関東軍が推す張景恵が後任の国務総理となり、臧式毅は参議府議長とされた。以後、立法院憲法制度調査委員、国道会議副議長などを歴任したがいずれも閑職であった。1940年（康徳7年）、汪兆銘（汪精衛）が南京国民政府を樹立すると、臧式毅は満洲国代表として南京に赴き、日満華共同宣言に調印した。
1945年（康徳12年）8月17日、臧式毅・煕洽・張景恵らは、通化省臨江県大栗子で参議府緊急会議を開き、康徳帝（溥儀）の退位詔書（詔勅）を承認した（翌18日に公表）。その後、臧式毅らは新京に戻ってソ連軍との交渉を図ったが、ソ連軍は20日に新京に入城し、30日に臧式毅は逮捕された。臧式毅の身柄はソ連に移送され、1950年7月31日に中華人民共和国に引き渡された。以後、撫順戦犯管理所に収監される。1956年11月13日、獄中で病没した。享年73（満72歳）。